# Siège de Paris (1429)
Pour les articles homonymes, voir Siège de Paris.
Batailles
Le siège de Paris est entrepris en 1429 par les troupes françaises du roi Charles VII, sous l'impulsion notable de Jeanne d'Arc, en vue de prendre la cité tenue par les alliés anglo-bourguignons. Les troupes royales ne parviennent pas à entrer dans Paris, défendue par le gouverneur Jean de Villiers de L'Isle-Adam et le prévôt Simon Morhier.

## Préambule

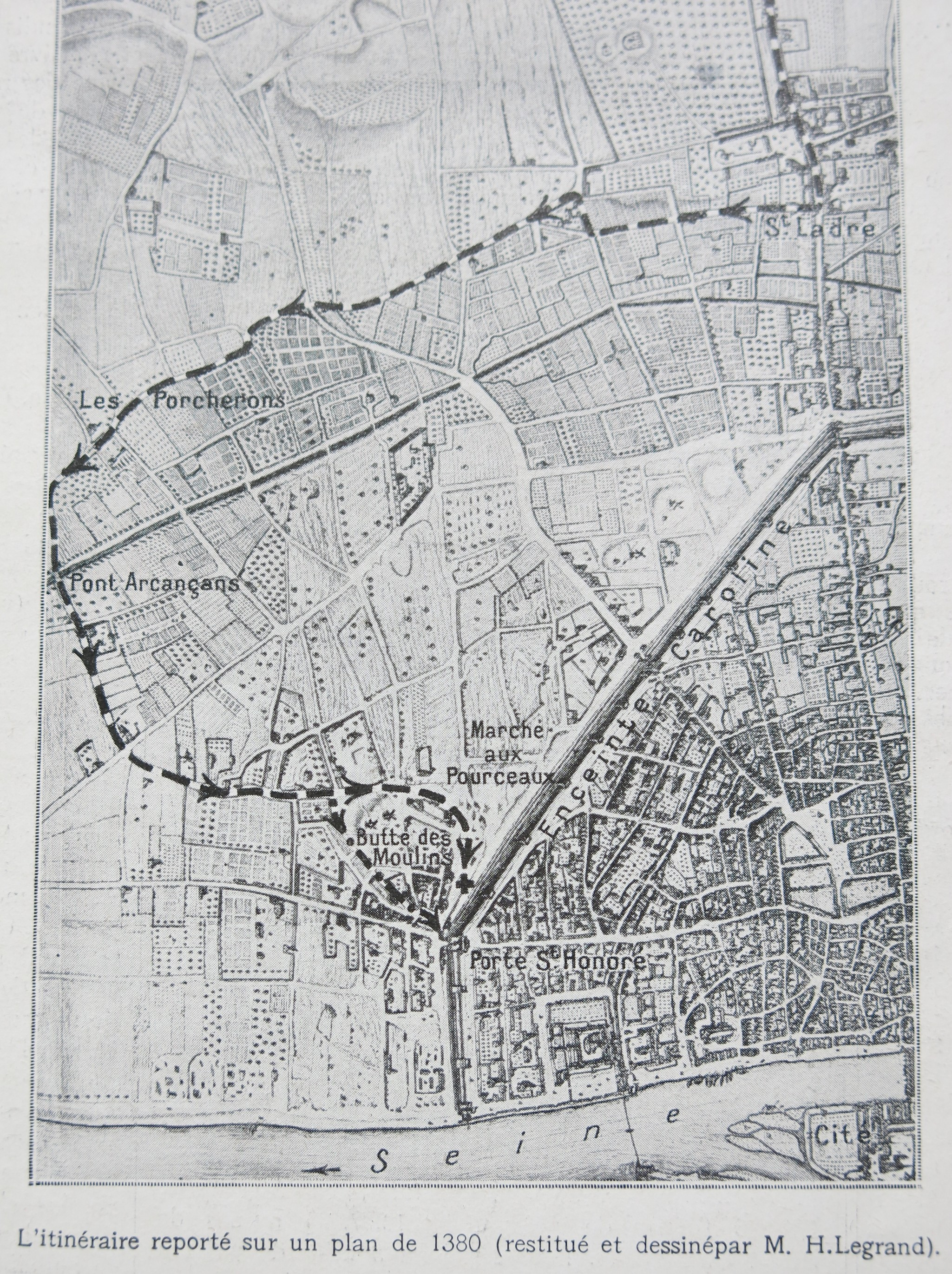
Marche d'approche de Paris par Jeanne d'Arc.

Après la prise de Paris par Henri V d'Angleterre en 1420, l'administration anglaise se montre favorable aux bourgeois de Paris, en confirmant leurs anciens privilèges et en accordant même de nouveaux.
Les Parisiens ont accepté les Anglais surtout par haine de Charles VII et du parti Armagnac qu'ils estiment menacer les nombreuses libertés obtenues par la ville de siècles en siècles.  
Après la bataille de Montépilloy, le 26 août 1429, Jeanne d'Arc et le duc Jean II d'Alençon prennent Saint-Denis, ville située au nord de Paris.

Le 28 août, Charles VII signe la trêve de Compiègne qui excepte de l'armistice Saint-Denis, déjà pris, Saint-Cloud, Vincennes, Charenton et Paris. Visiblement convaincu par son entourage de traiter avec les Bourguignons, le roi traîne des pieds et ne répond d'abord pas aux appels répétés de Jeanne et des capitaines de venir en personne. Avec réticence, il finit par quitter Compiègne.

## Le siège

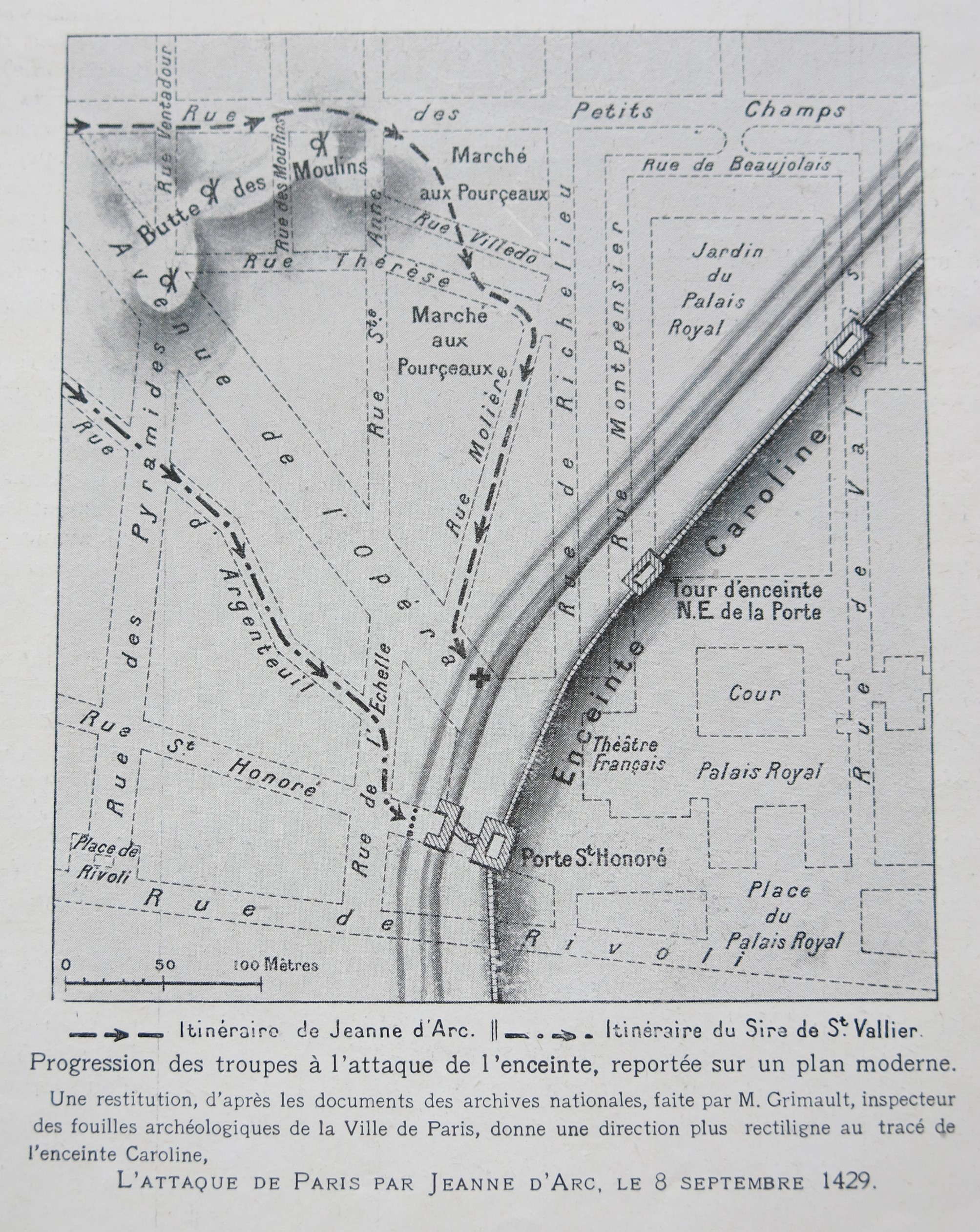
Marche d'approche de Paris par Jeanne d'Arc et le sire de Saint-Vallier.

Le 3 septembre, Jeanne d'Arc accompagnée des ducs d'Alençon et de Bourbon, des comtes de Vendôme et de Laval, de Gilles de Rais, Lahire et de leurs troupes, loge dans le village de la Chapelle. Après avoir effectué pendant plusieurs jours des reconnaissances et des escarmouches sur diverses portes de Paris, la Pucelle prie dans la chapelle Sainte-Geneviève.
Après une nuit de repos au château de Monceau, au petit matin du jeudi 8 septembre 1429, Jeanne d'Arc, le duc d'Alençon ainsi que les maréchaux Gilles de Rais et Jean de Brosse de Boussac partent du village de La Chapelle pour donner l'assaut à la porte Saint-Honoré. Jeanne d'Arc fait installer des couleuvrines sur la butte Saint-Roch pour soutenir l'attaque,. Tentant de franchir le fossé en eau devant la porte, Jeanne d'Arc est blessée d'un carreau d'arbalète à la cuisse.
La nuit tombant, Jeanne est ramenée à son logis de La Chapelle. Bien qu'elle ait souhaité reprendre l'attaque de Paris, le roi donne ordre de se replier sur l’abbaye de Saint-Denis, n'ayant laissé leur chance à Jeanne et aux capitaines qu'une seule journée pour prendre la ville. Dans la nuit, le roi fait également détruire un pont que d'Alençon avait fait construire pour attaquer les remparts en un autre point, montrant à tous qu'il ne voulait plus attaquer Paris d'aucune manière.

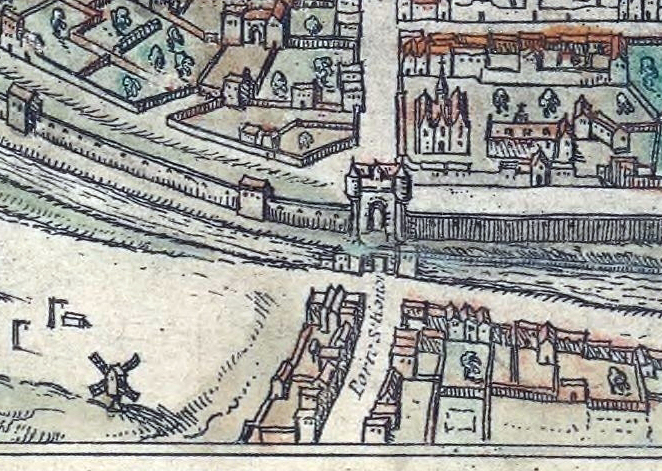
La porte Saint-Honoré un siècle plus tard, vers 1530 (plan de Braun et Hogenberg).
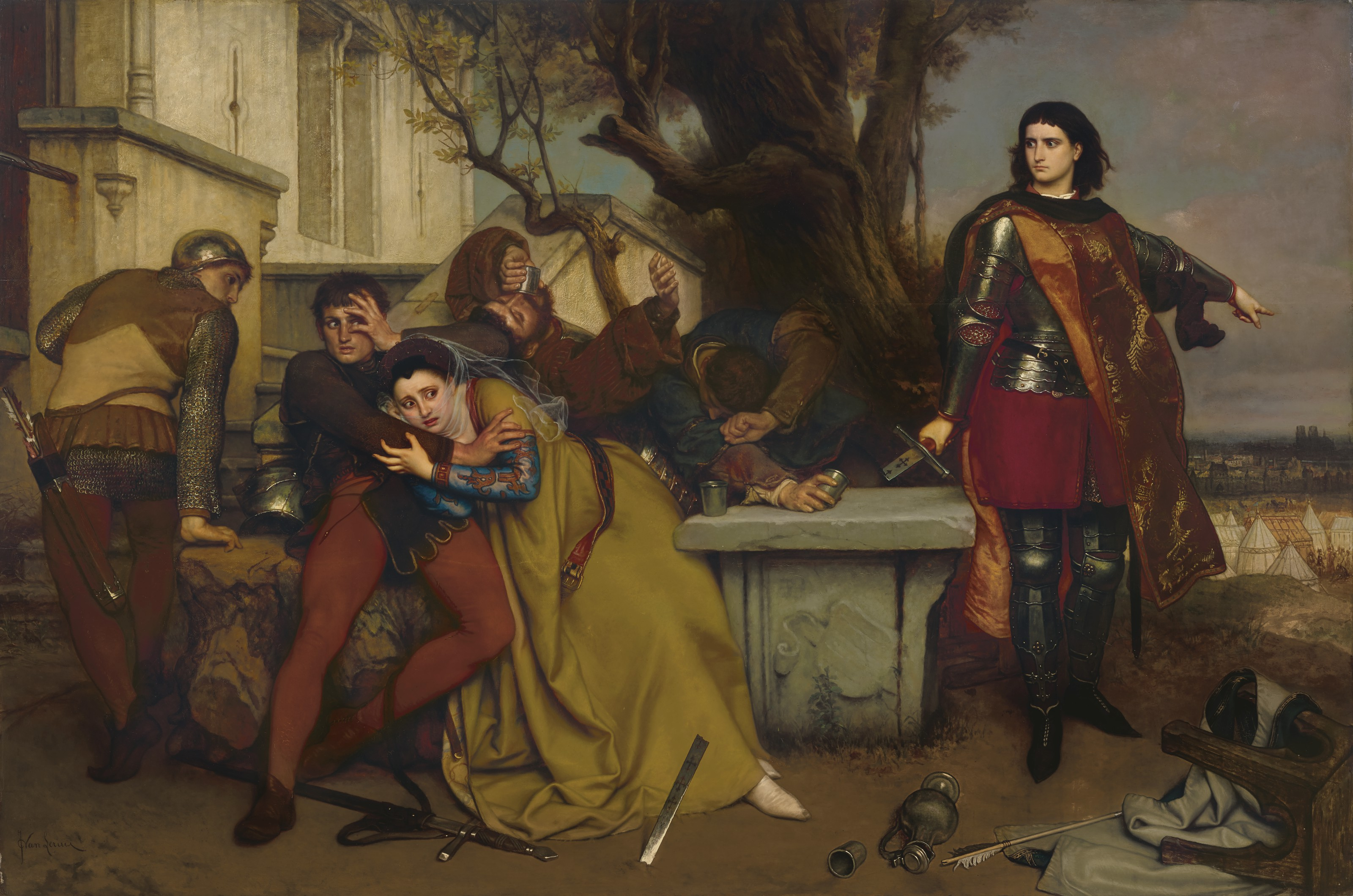
Jeanne d'Arc cassant son épée en réprimandant des filles à soldats lors du siège de Paris. Toile de Joseph Van Lerius, vers 1860.
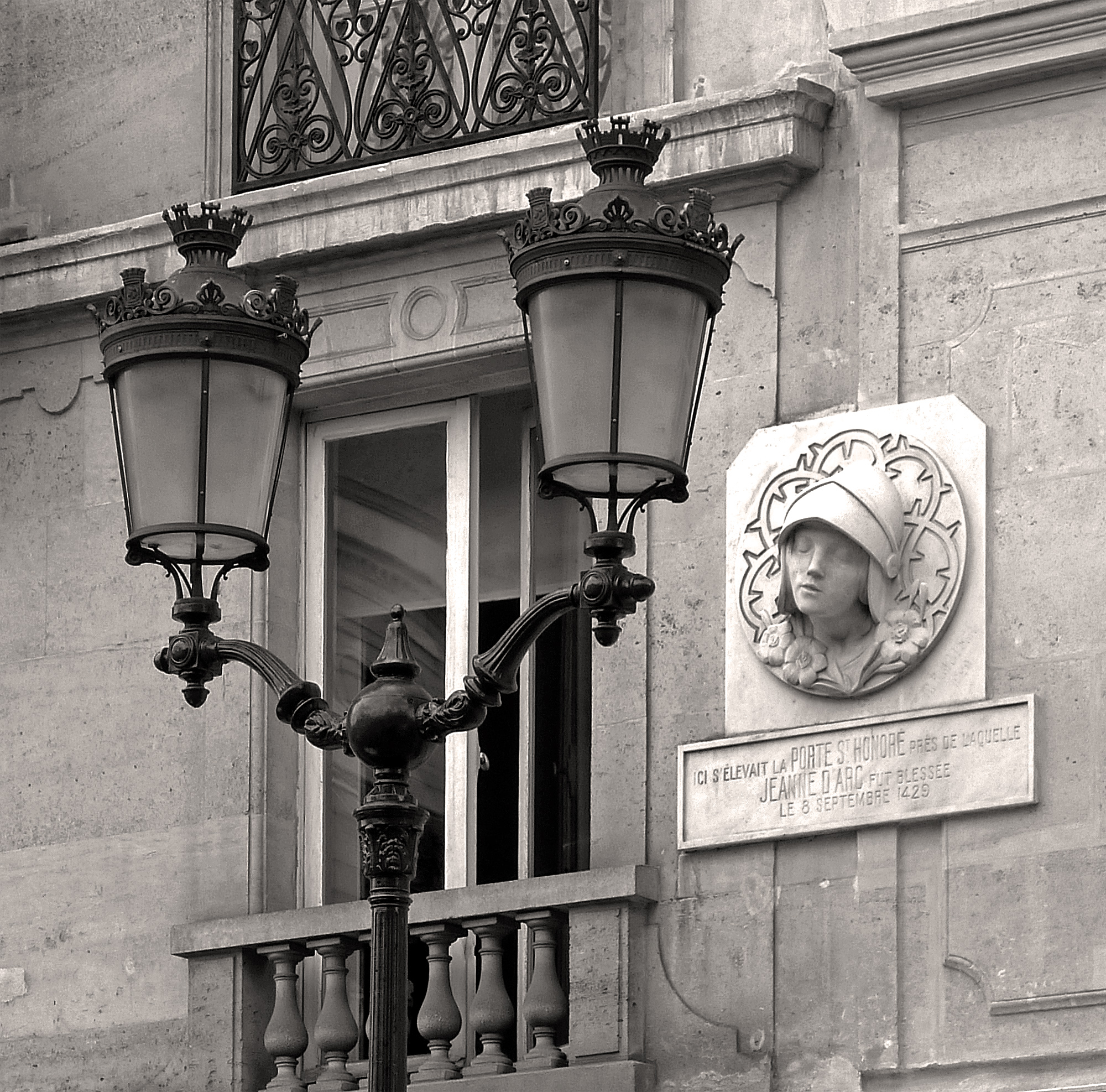
Plaque commémorative sise rue Saint-Honoré au niveau des n°161-163.
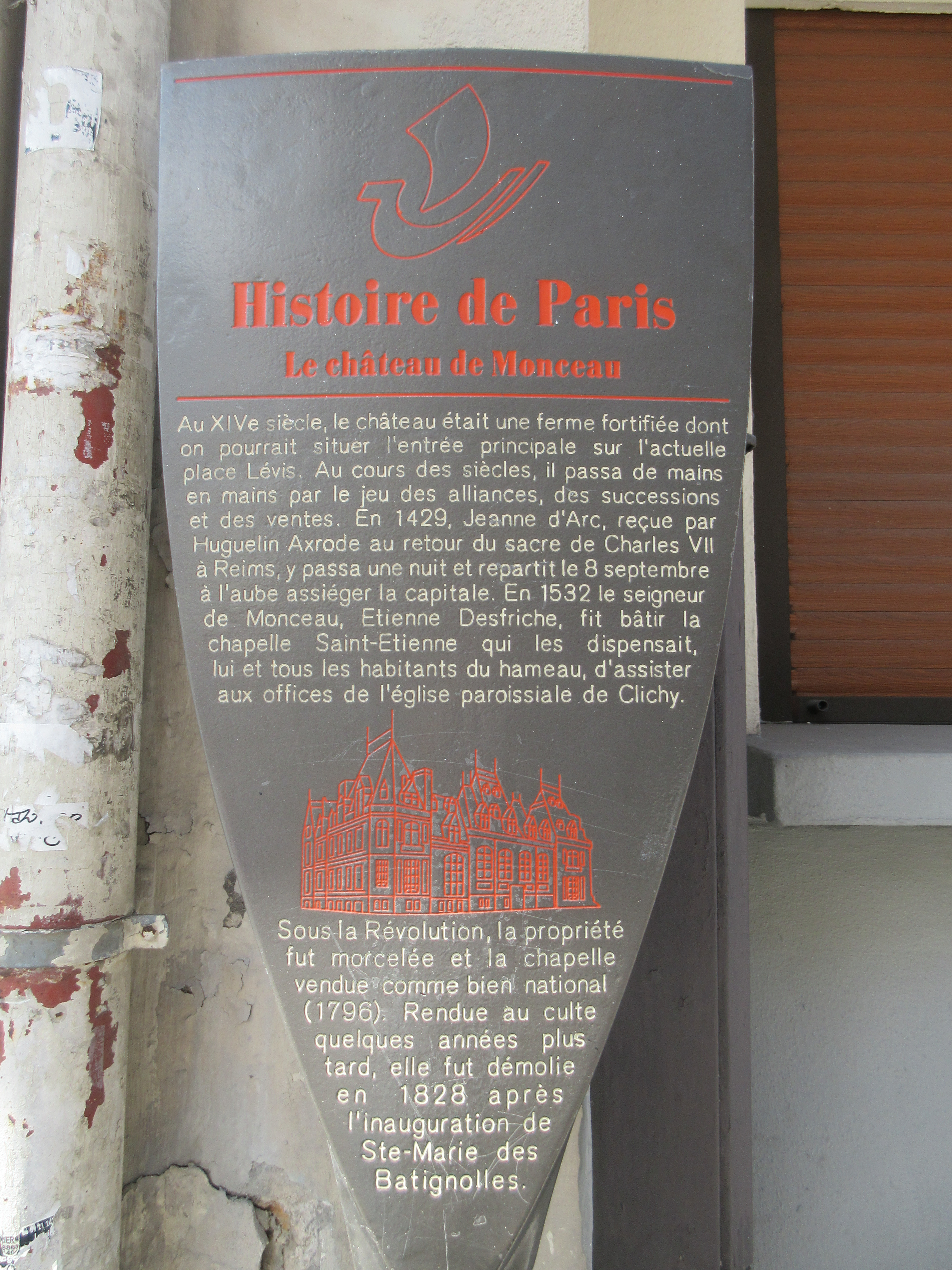
Panneau Histoire de Paris-Château de Monceau (Paris).

## Bilan
La ville n'étant défendue que par 2 000 Anglais environ mais Charles VII était alors en négociations avec les Bourguignons pour les détacher de l'alliance anglaise et ne voulait rien faire qui puisse porter ombrage à ses interlocuteurs. L'impression de beaucoup, y compris les chroniqueurs du temps, est que le roi n'a jamais réellement souhaité le succès de cette entreprise et a trouvé le premier prétexte pour lever le siège.
L'année suivante, en 1430, un complot découvert par les Anglais échoue et fait périr six Parisiens sur l'échafaud, ce qui prouve l'existence d'un parti pro-français dans cette ville.